# Саламандра Фазіля
Саламандра Фазіля  (Lyciasalamandra fazilae) — вид земноводних родини саламандрових (Salamandridae). Один із 7 видів роду. Поширений у Туреччині. Раритетний вид, занесений до Червоного списку МСОП. Отруйна амфібія.
Вид отримав назву на честь турецького вченого Шевкета Фазіля.

## Опис
Загальна довжина досягає 12—13,9 см. Спостерігається статевий диморфізм: самиці більші за самців. Голова сплощена та витягнута. На горлі присутні шкіряна складка. на задній частині голови помітні паратоїди (залози). Тулуб стрункий та кремезний з 11—13 слабко помітними реберної борознами. Хвіст дорівнює або менше за тіло. У самця зверху хвоста є колосоподібний виступ та шлюбні мозолі на передніх кінцівках.
Забарвлення спини червонувате з коричневими або чорними плямами, що розкидані заотично. З віком колір стає насичено-червоним. З боків проходять білі смуги. Черево має блідо-червоний колір.

## Поширення
Вид поширений  на південному узбережжі Анатолії (Туреччина).

## Особливості біології
Населяє ліси помірного поясу. Зустрічається на висоті до 1000 м над рівнем моря. Активна вночі. Найбільшу активність проявляє в більш прохолодні та вологі зимові місяці, на які припадає і сезон розмноження.
Статева зрілість настає у віці близько 3 років. Парування відбувається амплексусом. Розмноження ніяк не пов'язане з водою. Яйця розвиваються усередині матки. Цим тваринам властива «оофагія», коли сильні личинки поїдають незапліднені яйця або більш слабких личинок. Через 5—8 місяців з'являються повністю розвинені дитинчата.

## Охорона
Раритетний вид земноводних, занесений до Червоного списку МСОП (охоронна категорія: вид перебуває в небезпечному стані).